# 西澤瑠乃
西澤 瑠乃（にしざわ るの、1994年5月1日 - ）は、日本の元女子バスケットボール選手である。ニックネームはルノ。ポジションはガード。千葉県出身。

## 来歴
昭和学院高校ではインターハイ・ウィンターカップともに3位。
卒業後は日立ハイテクに入社。
2019年5月、トヨタ自動車に移籍。
2020-21シーズンは9試合に出場し、平均2.1得点1.0アシストを記録、トヨタのWリーグ初優勝を置き土産に現役を引退した。

## 経歴
- 昭和学院高 - 日立ハイテク（2013年〜2019年） - トヨタ自動車（2019年〜2021年）